# كوكوبونجي (محطة)

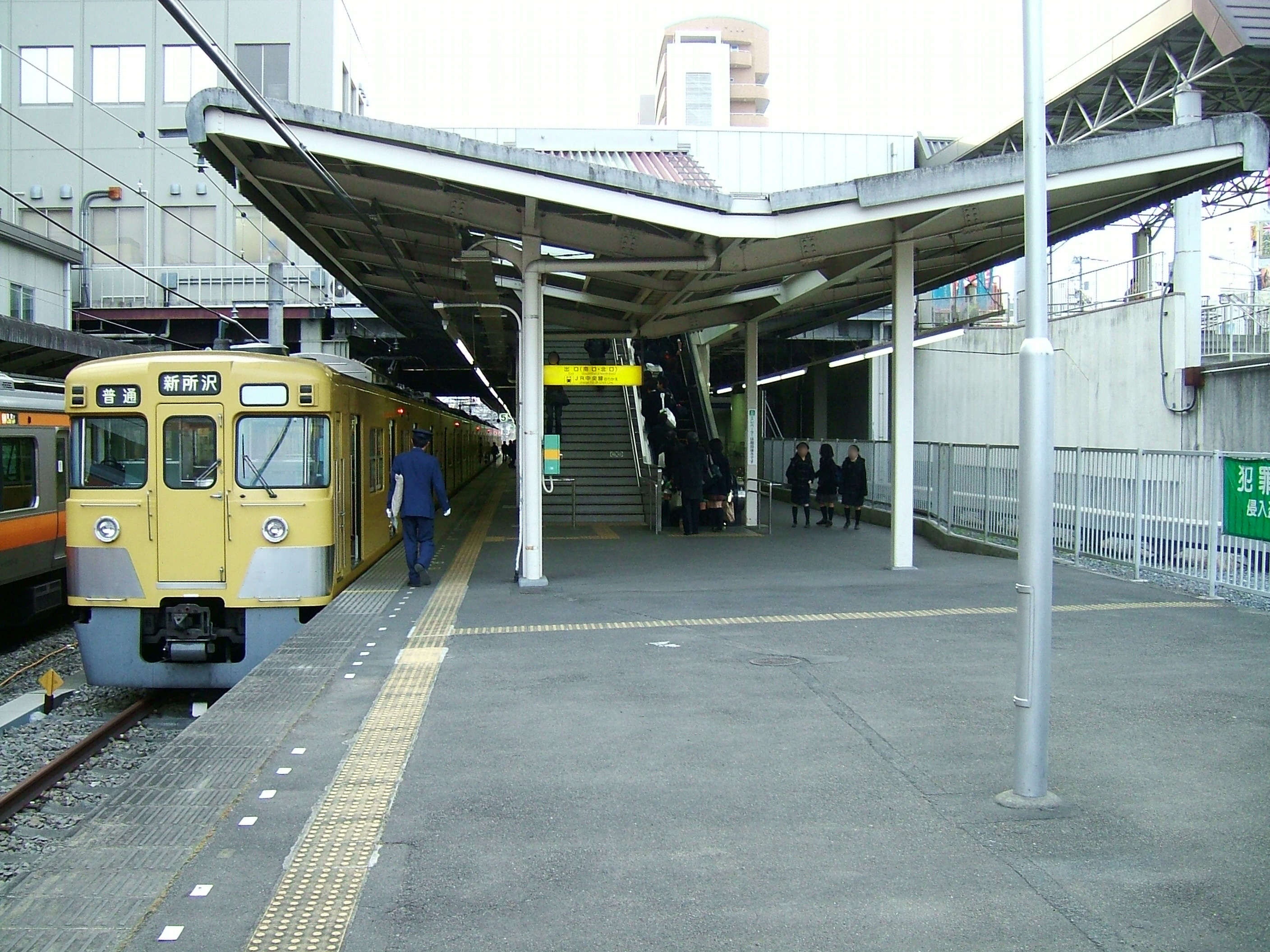
مرافق سيبو للسكك الحديدية في محطة كوكوبونجي

محطة كوكوبونجي (باليابانية: 国分寺駅، كوكوبونجي-إكي) هي محطة قطار على خط تشوأو السريع تقع في كوكوبونجي، طوكيو ، اليابان. يتم تشغيلها من قبل شركة شرق اليابان للسكك الحديدية وشركة سيبو للسكك الحديدية. فيها 6 منصات. بناء المحطة يحتوي على عدد من المحلات التجارية، بما في ذلك فرع من محل كينوكونيا للكتب  ومتجر ماروي.

## الخطوط
- شركة شرق اليابان للسكك الحديدية (JR-East)
  - خط تشوأو السريع (Chūō Rapid Line)
- شركة سيبو للسكك الحديدية (Seibu Railway)
  - خط سيبو كوكوبونجي (Kokubunji Line)
  - خط سيبو تاماكو (Tamak Line)

## المرافق

### شركة شرق اليابان للسكك الحديدية
لها 2 جزر وسطية لخدمة 4 مسارات:
- منصة 1 و 2 لخدمة خط تشوأو المتجه إلى تاكاو.
- منصة 3 و 4 لخدمة خط تشوأو المتجه إلى شينجوكو وطوكيو.

### شركة سيبو للسكك الحديدية
لها منصتين 
- منصة 5 لخدمة خط كوكوبونجي المتجه إلى هيجاشي-موراياما. هذه المنصة هي جزيرة وسطية موازية لمنصات جي-آر. حاليا، المنصة رقم 6 مغلقة.
- منصة 7 لخدمة خط تاماكو المتجه إلى هاغي-ياما وسيبو-يوئنتشي. هذه المنصة موجودة في جزء منفصل من المحطة، بشكل عمودي على المنصات الأخرى.

## المحطات المتاخمة
| «                               |                                 | الخدمة                           |                                 | »                               |
| شركة شرق اليابان للسكك الحديدية | شركة شرق اليابان للسكك الحديدية | شركة شرق اليابان للسكك الحديدية  | شركة شرق اليابان للسكك الحديدية | شركة شرق اليابان للسكك الحديدية |
| ------------------------------- | ------------------------------- | -------------------------------- | ------------------------------- | ------------------------------- |
| شينجوكو                         |                                 | خط تشوأو السريع                  |                                 | تاتشيكاوا                       |
| موساشي-كوغانيئي                 |                                 | خط تشوأو السريع بداية المساء فقط |                                 | نيشي-كوكوبونجي                  |
| ميتاكا                          |                                 | خط تشوأو السريع خاص              |                                 | تاتشيكاوا                       |
| ميتاكا                          |                                 | خط تشوأو السريع أومه خاص         |                                 | تاتشيكاوا                       |
| ميتاكا                          |                                 | خط تشوأو السريع كميوتر           |                                 | تاتشيكاوا                       |
| شركة سيبو للسكك الحديدية        |                                 |                                  |                                 |                                 |
| المحطة الأخيرة                  |                                 | خط سيبو كوكوبونجي محلي           |                                 | كويغاكوبو                       |
| المحطة الأخيرة                  |                                 | خط سيبو كوكوبونجي محلي           |                                 | هيتوتسوباشي-غاكوئن              |

## وصلات خارجية
- كوكوبونجي محطة (شركة شرق اليابان للسكك الحديدية) - ياباني
- كوكوبونجي محطة (شركة سيبو للسكك الحديدية) نسخة محفوظة 13 مارس 2008 على موقع واي باك مشين. - ياباني